# Ahmed Sylla
Pour les articles homonymes, voir Sylla (homonymie).
Ahmed Sylla, né le 10 mars 1990 à Nantes (Loire-Atlantique), est un humoriste et acteur français.

## Biographie

### Enfance
Ahmed Sylla est né le 10 mars 1990 de parents commerçants originaires du Sénégal. Ces derniers sont arrivés en France en 1987. La famille est naturalisée française après sa naissance et il grandit aux Dervallières, un quartier de Nantes, en compagnie d'une sœur cadette, d'un petit et d'un grand frères. Il évoque rarement son enfance. Questionné à ce sujet dans l’émission Touche pas à mon poste !, il ne fournit pas de détails et indique ne pas souhaiter dévoiler cette partie de sa vie.
À 14 ans, au collège, il découvre le théâtre et se passionne pour cet art. Ainsi, il décide de s’inscrire à ses premiers cours de théâtre au collège puis au lycée (externat des Enfants-Nantais et lycée Carcouët), où il travaillera sa technique de jeu et l’interprétation de personnages.
Ahmed Sylla puise son inspiration dans les œuvres de Louis de Funès, Raymond Devos ou encore Coluche. Il apprend aussi d’artistes d'outre-Atlantique comme les Canadiens Michel Courtemanche, ou Jim Carrey, entre autres, qui basent principalement leur humour sur une gestuelle efficace qu’il affectionne tout particulièrement,.

### Carrière

#### Débuts à la télévision et spectacles (2010-2018)
En 2010, il intègre l'équipe du Samba Show grâce au producteur, Samba Kanté, et se produit dans des salles prestigieuses comme le Casino de Paris et le théâtre Bobino. Il jouera aussi dans des cafés théâtres et autres scènes ouvertes tel le FIEALD qui fêtait cette année-là son vingtième anniversaire.
En 2011, il participe au casting de l'émission de Laurent Ruquier, On n'demande qu'à en rire sur France 2. Après avoir été sélectionné, d'abord sous le pseudonyme d'Ahmed Sarko, il trouve vite ses marques, à travers les plus de 40 sketchs qu'il présente. Il devient connu du grand public dans toute la France en interprétant des personnages tous aussi farfelus les uns que les autres, qu'il incarne en portant une myriade de déguisements.
Du 4 décembre 2012 au 27 juillet 2013, il présente, au Petit Palais des Glaces, sous son vrai nom, son tout premier one-man-show : À mes délires !,.
La même année, il rejoint la série Alice Nevers, le juge est une femme, où pendant deux saisons il interprète Noah, l’adjoint du commandant Marquand. Après la télé et les planches, le jeune comique se lance au cinéma et fait partie du casting de Goal of the dead (2014). À la fin de l’année 2014, il remonte sur scène avec son nouveau spectacle : Avec un grand A, qui rencontre le succès et qu’il rejoue en 2017.
Début 2017, il participe à la première émission Saturday Night Live en France, sur M6. Il joue également au cinéma en tant que personnage principal du film L'Ascension. De plus, il fait une tournée en France avec son one-man show Ahmed Sylla avec un grand A. Ce même spectacle, enregistré à Nantes en 2016, a été diffusé sur C8, ainsi qu’un reportage retraçant sa carrière en deuxième partie de soirée, le 14 décembre 2017.
En mai et juin 2018, il repart sur les routes de France pour le rodage de son nouveau spectacle qui sera diffusé à la télévision. Il est l'affiche de la comédie Chacun pour tous de Vianney Lebasque.

#### Depuis 2019
En 2019, il figure au casting de la comédie Le Dindon, réalisée par Jalil Lespert. Pour promouvoir le film en France, Ahmed Sylla double le petit extraterrestre Pionny dans Men in Black: International. Puis Ahmed rejoint Alban Ivanov dans Inséparables par le réalisateur Varante Soudjian Il est également apparu dans Tout simplement noir (2020) de Jean-Pascal Zadi. En 2022, il participe à la nouvelle saison du jeu LOL : qui rit, sort ! sur Amazon Prime suivi de trois  comédies avec Jumeaux mais pas trop, Classico et Les Femmes du square avec l'actrice Eye Haïdara. En 2023, il est à l'affiche de trois nouveaux films avec La Guerre des Lulus, Un petit frère et Notre tout petit petit mariage. En 2024, il incarne un Super Papa, qui raconte avec fantaisie et tendresse l’immersion d’un jeune trentenaire encore immature dans une nouvelle vie de papa.
À l'occasion des fêtes de fin d'année 2024, Lay's a fait appel à l'humoriste Ahmed Sylla pour réaliser un film publicitaire façon comédie musicale. Parallèlement, la marque de chips ouvrira un pop-up à Disney Village. Il revient sur scène avec son spectacle intitulé Origami.

## Spectacles
- 2012-2014 : À mes délires !
- 2014-2017 : Avec un grand A
- 2019 : Différent
- 2024 : Origami

## Radio
- 2013 : Humour Plus, Radio Plus
- 2020 : Les Grosses Têtes

## Filmographie

### Cinéma
- 2014 : Goal of the Dead de Benjamin Rocher et Thierry Poiraud : Idriss Diago
- 2015 : Chez Ramzi (court métrage) de Guilhem Amesland : Ramzi
- 2017 : L'Ascension de Ludovic Bernard : Samy Diakhaté
- 2018 : Chacun pour tous de Vianney Lebasque : Stan
- 2019 : Le Dindon de Jalil Lespert : Ernest Rediop
- 2019 : Men in Black: International de F. Gary Gray : Pionny (voix française)
- 2019 : Inséparables de Varante Soudjian : Mika
- 2020 : Tout simplement noir de Jean-Pascal Zadi et John Wax
- 2022 : Jumeaux mais pas trop d'Olivier Ducray et Wilfried Méance : Anthony
- 2022 : Classico de Nathanaël Guedj et Adrien Piquet-Gauthier : Sami
- 2022 : Les Femmes du square de Julien Rambaldi : Édouard
- 2023 : La Guerre des Lulus de Yann Samuell : Moussa
- 2023 : Un petit frère de Léonor Serraille : Ernest, adulte
- 2023 : Notre tout petit petit mariage de Frédéric Quiring : Max
- 2024 : Comme un prince de Ali Marhyar : Souleyman
- 2024 : Ici et là-bas de Ludovic Bernard : Sékou
- 2024 : Super Papa de Léa Lando : Tom

### Télévision

#### En tant qu'acteur
- 2014-2016 : Alice Nevers, le juge est une femme (série télévisée) : Noah Diacouné
- 2018 : Access (série télévisée), C8 : Yanis
- 2020 : Jusqu'à l'aube, saison 1 épisode 1 : Le Monastère abandonné : lui-même
- 2021 : Nos terres inconnues, au cœur des Pyrénées[28]
- 2022 : À la folie (téléfilm) d'Andréa Bescond et Eric Métayer : Noé
- 2022 : Tous Inconnus (téléfilm) de Nicolas Hourès : lui-même
- 2022 : 1H30 Max (téléfilm) de Léo Grandperret : lui-même

#### En tant que participant
- 2011-2013 : On n'demande qu'à en rire, France 2
- 2015 : Mot de passe, France 2
- 2015 : L'Académie des neuf, NRJ 12
- Depuis 2015 : Vendredi tout est permis, TF1
- 2016 : Cinq à sept avec Arthur, TF1
- 2016 : Marrakech du rire
- 2017 : Saturday Night Live, M6
- 2018 : Marrakech du rire
- 2019 : Différent
- 2021 : Nos terres inconnues, France 2
- 2022-2023 : LOL : qui rit, sort ! sur Prime Vidéo : participation  (saison 2 et 4)
- 2022 : Marrakech du rire
- 2022 : Visual suspect, TF1
- 2023 : 48e Cérémonie des César, Canal+ : co-maître de cérémonie

### Web
- 2010-2014 : Vineur

## On n'demande qu'à en rire
Il participe à l'émission depuis le 5 novembre 2011 et il en devient pensionnaire le 5 mars 2012.
Lors de son premier passage, il s'était appelé Ahmed Sarko au lieu d'Ahmed Sylla.
Il arrive premier ex aequo lors du cinquième « prime » et il est qualifié pour le spectacle du Casino de Paris.
Lors de son 38e passage, il obtient un 20/20 de la part du public (note finale : 95/100).
Son record personnel est de 98/100.
| 1  | Les vendeurs à la sauvette traqués sans relâche                                                                | 5 novembre 2011  | 68                      |
| 2  | Les produits les plus volés dans les supermarchés                                                              | 15 novembre 2011 | 77                      |
| 3  | Les contrôles abusifs des policiers face aux rappeurs                                                          | 28 novembre 2011 | 13/20 (Téléspectateurs) |
| 4  | Les passagers d'un vol obligés de payer l'essence                                                              | 9 décembre 2011  | 76                      |
| 5  | Une école se prépare à accueillir les enfants Beckham                                                          | 7 janvier 2012   | 68                      |
| 6  | Les vigiles des HLM seront armés                                                                               | 18 janvier 2012  | 73                      |
| 7  | Un jour férié pour les juifs et les musulmans                                                                  | 27 janvier 2012  | 78                      |
| 8  | Économisons l'électricité pour éviter la panne de courant                                                      | 21 février 2012  | 68                      |
| 9  | Je veux garder mon poste dans le nucléaire                                                                     | 1er mars 2012    | 64                      |
| 10 | Vivre au 8e étage sans ascenseur (participation des Lascars gays)                                              | 5 mars 2012      | 17/20 (Téléspectateurs) |
| 11 | Le retour de Joséphine Baker                                                                                   | 3 avril 2012     | 86                      |
| 12 | Mike Tyson fait son one man show                                                                               | 11 avril 2012    | 75                      |
| 13 | La vie dans un pressing utilisant le perchlo (participation de Waly Dia et Artus)                              | 16 avril 2012    | 63                      |
| 14 | Un videur de discothèque trop sévère (participation des Lascars gays, Artus, Arnaud Tsamere et Sandra Colombo) | 27 avril 2012    | 78                      |
| 15 | Un comédien râle contre les portables des spectateurs                                                          | 11 mai 2012      | 81                      |
| 16 | Victime de tanorexie (participation de Artus)                                                                  | 13 juin 2012     | 74                      |
| 17 | Le nouvel album d'Yvette Horner (participation de Waly Dia, Artus et Arnaud Tsamere)                           | 26 juin 2012     | 88                      |

| 18      | Je suis le coach de "Belle toute nue" (participation de Nesly, chanteuse de zouk)                                             | 8 septembre 2012  | 71                                         |
| 19      | Je suis l'infirmière qui a soigné Johnny à Fort-de-France                                                                     | 10 septembre 2012 | 16/20 (Téléspectateurs)                    |
| 20      | Le retour de Maya l'abeille (participation de Kevin Razy, Donel Jack'sman et Artus)                                           | 1er octobre 2012  | 69                                         |
| 21      | Mon institutrice sur internet                                                                                                 | 15 octobre 2012   | 68                                         |
| 22      | Un sportif qui tourne une publicité (participation vocale de Sacha Judaszko)                                                  | 29 octobre 2012   | 72                                         |
| 23      | Des faux infirmiers dans les blocs opératoires (participation de Sacha Judaszko et Clément Parmentier)                        | 12 novembre 2012  | 87                                         |
| 24      | Passer le code de la route au lycée (participation de Isabelle Mergault, Alain Sachs, Jean Benguigui et Jérémy Michalak)      | 16 novembre 2012  | 92                                         |
| 25      | Oublier son fils de 13 ans sur une aire d'autoroute (participation de Artus)                                                  | 23 novembre 2012  | 85                                         |
| 26      | Le nombril est sale | 12 décembre 2012  | 82                                         |
| 27      | Ma première fois à la patinoire                                                                                               | 20 décembre 2012  | 81                                         |
| 28      | La justice réparatrice (participation de Sacha Judaszko, Céline Holynski, Zidani, Cyril Étesse, Les Décaféinés et Kevin Razy) | 11 janvier 2013   | 79                                         |
| 29      | Arrivée d'un nouveau jeu à gratter                                                                                            | 21 janvier 2013   | 86                                         |
| 30      | Qui casse un vélib' le répare (participation de Anthony Joubert et Sacha Judaszko)                                            | 28 janvier 2013   | 67                                         |
| Prime 4 | Mardi prochain c'est Mardi gras (participation de Cyril Étesse et de danseurs)                                                | 9 février 2013    | 158/200 (Jury : 73 - Téléspectateurs : 85) |
| 31      | Je vends des T-shirts team Taubira (participation de Sacha Judaszko)                                                          | 22 février 2013   | 75                                         |
| 32      | Passer du vouvoiement au tutoiement (participation de Julie Rattez et Anthony Joubert)                                        | 26 février 2013   | 93                                         |
| 33      | Un Chinois nous explique l’année du serpent                                                                                   | 5 mars 2013       | 81                                         |
| 34      | Une Américaine découvre une friteuse française (participation de Matthieu Penchinat et Donel Jack'sman)                       | 13 mars 2013      | 95                                         |
| 35      | Le prix du macho de l'année (participation de Julie Rattez)                                                                   | 20 mars 2013      | 75                                         |
| 36      | Allô, non mais allô (participation de Sacha Judaszko, Nicole Ferroni, Anthony Joubert)                                        | 3 avril 2013      | 98                                         |
| 37      | Des jeunes qui squattent un hall d'immeuble (participation de Anthony Joubert)                                                | 4 avril 2013      | 75                                         |
| Prime 5 | Je bosse dans un fast-food (participation des Lascars gays et Sacha Judaszko)                                                 | 23 avril 2013     | 186/200 (Jury : 95 - Téléspectateurs : 91) |
| 38      | Danseur à domicile (participation des Danseurs Fantastiques et d'Artus)                                                       | 24 mai 2013       | 95                                         |
| 39      | Le clip d'Indochine commenté à la récré (participation de Sacha Judaszko)                                                     | 13 juin 2013      | 93                                         |
| 40      | Je viens graffer chez vous (participation d'Arnaud Tsamere, Les Lascars gays et Anthony Joubert)                              | 25 juin 2013      | 78                                         |

## Discographie

### Singles
- 2021 : Discrétion (OuhOuhOuh)

## Distinctions
- César 2018 : présélection « Révélation » pour le César du meilleur espoir masculin pour L'Ascension
- César 2019 : présélection « Révélation » pour le César du meilleur espoir masculin pour Chacun pour tous